# BSE 1e–5e
Die Tenderlokomotiven BSE 1e–5e der Braunschweig-Schöninger Eisenbahn (BSE) waren Dampflokomotiven, die von Vulcan 1901 bis 1903 gebaut wurden. Die Lokomotiven standen bis 1937 in Betrieb und wurden dann ausgemustert sowie verschrottet.

## Geschichte
Bei der Braunschweig-Schöninger Eisenbahn wurden im Eröffnungsjahr ihrer Strecken zwischen 1901 und 1903 vier Lokomotiven von Vulcan in Stettin geliefert, denen zwei Jahre später eine fünfte Maschine folgte. Die Lokomotiven wurden als 1e–5e bezeichnet.
Schon bald reichten sie für den stärker werdenden Verkehr nicht mehr aus. Daher wurden stärkere Lokomotiven mit den Achsfolgen C bzw. D bestellt.
1925 wurde die BSE 4e an eine Zuckerfabrik in Rautheim verkauft, die 5e, die bereits 1916 zu der Rinteln-Stadthagener Eisenbahn gelangte, kehrte von dieser 1925 an die BSE zurück und wurde als 4e in zweiter Belegung bezeichnet. 1927, 1932 und 1937 wurden die Lokomotiven ausgemustert und bald danach verschrottet.

## Konstruktion
Die Rahmen der Lokomotiven waren Blechkonstruktionen und als Wasserkastenrahmen ausgebildet. Die Treib- und Kuppelachsen besaßen oben liegende Federn mit Ausgleichhebel, die Schleppachse besaß Federn unterhalb der Achslager.
Der einfache Stehkessel besaß eine lange schmale Feuerbüchse und einen nach vorn geneigten Rost. Der Dampfdom der Lok war weit nach vorn gerückt worden, um kurze Rohrlängen zu den Zylindern zu haben. Die Heusinger-Steuerung wurde mit Flachschiebern gesteuert. Das Sicherheitsventil der Bauart Ramsbotton saß vor dem Führerhaus.
Die Druckluftbremse wirkte auf alle Räder beidseitig. Die Kolbenluftpumpe war auf dem rechten Umlauf vor der Treibachse angeordnet. Gesandet wurde die Treibachse in beiden Richtungen, zur Signalgebung gab es ein Dampfläutewerk und eine Dampfpfeife auf dem Führerhausdach. Die Beleuchtung der Lok war als Ölbeleuchtung ausgeführt.